# Ouled Djellal
Ouled Djellal (arabisch أولاد جلال, DMG Aulād Ǧallāl) ist die Hauptstadt der Provinz Ouled Djellal im Norden von Algerien mit 63.237 Einwohnern (Stand: 2008).

## Geschichte
Ouled Djellal gehörte seit dem Osmanischen Reich zur Provinz Biskra. Seit 2019 ist sie die Hauptstadt der neu geschaffenen Provinz Ouled Djellal.

## Bevölkerungsentwicklung
| Zensusjahr | Einwohnerzahl |
| ---------- | ------------- |
| 1998       | 45.622        |
| 2008       | 63.237        |

## Persönlichkeiten
- Boughéra El Ouafi (1898–1959), Marathonläufer und Olympiasieger